# 北京社稷坛
北京社稷坛位于北京皇城的内部，北京中轴线西侧，于太庙相对，是皇帝祭祀社神（國土之神，國家土地神）和稷神（五谷）的庙坛建筑。现辟为中山公园。北京社稷坛是现存的唯一一座祭祀社稷之用的庙坛建筑，也叫“太社稷坛”或“太社坛”。

## 历史沿革
此前的社稷坛（如南京社稷坛），“社”、“稷”分开建坛祭祀。洪武十年（1377年），明太祖朱元璋认为社稷分为二坛祭祀不合经典，故让礼官奏议，社稷共为一坛。遵照洪武十年改变的制式，永乐十八年（1420年），社稷坛于故宫一起在北京建成。社稷坛的基址最早可追溯到唐代幽州城东北郊的一座古刹，在辽代扩建为兴国寺，元代是改叫万寿兴国寺，到明代在此基础上修建社稷坛。
1914年社稷坛被辟为中央公园，对普通民众开放，是北京最早成为公园的皇家园林之一。1925年孙中山先生的灵柩曾停放于拜殿，1928年改中央公园为中山公园。1949年后社稷坛的建筑曾作为会长使用。1988年社稷坛被中国国务院定为全国重点文物保护单位。2024年7月27日，社稷壇作为「北京中轴线——中国理想都城秩序的杰作」的组成部分，入選世界遗产。

## 建筑特色
社稷坛的主体建筑有社稷坛、拜殿，及附属的戟门、神库、神厨、宰牲亭等，多是永乐年间修建。社稷坛的正门位于东侧，南、西、北不设门。

### 社稷坛

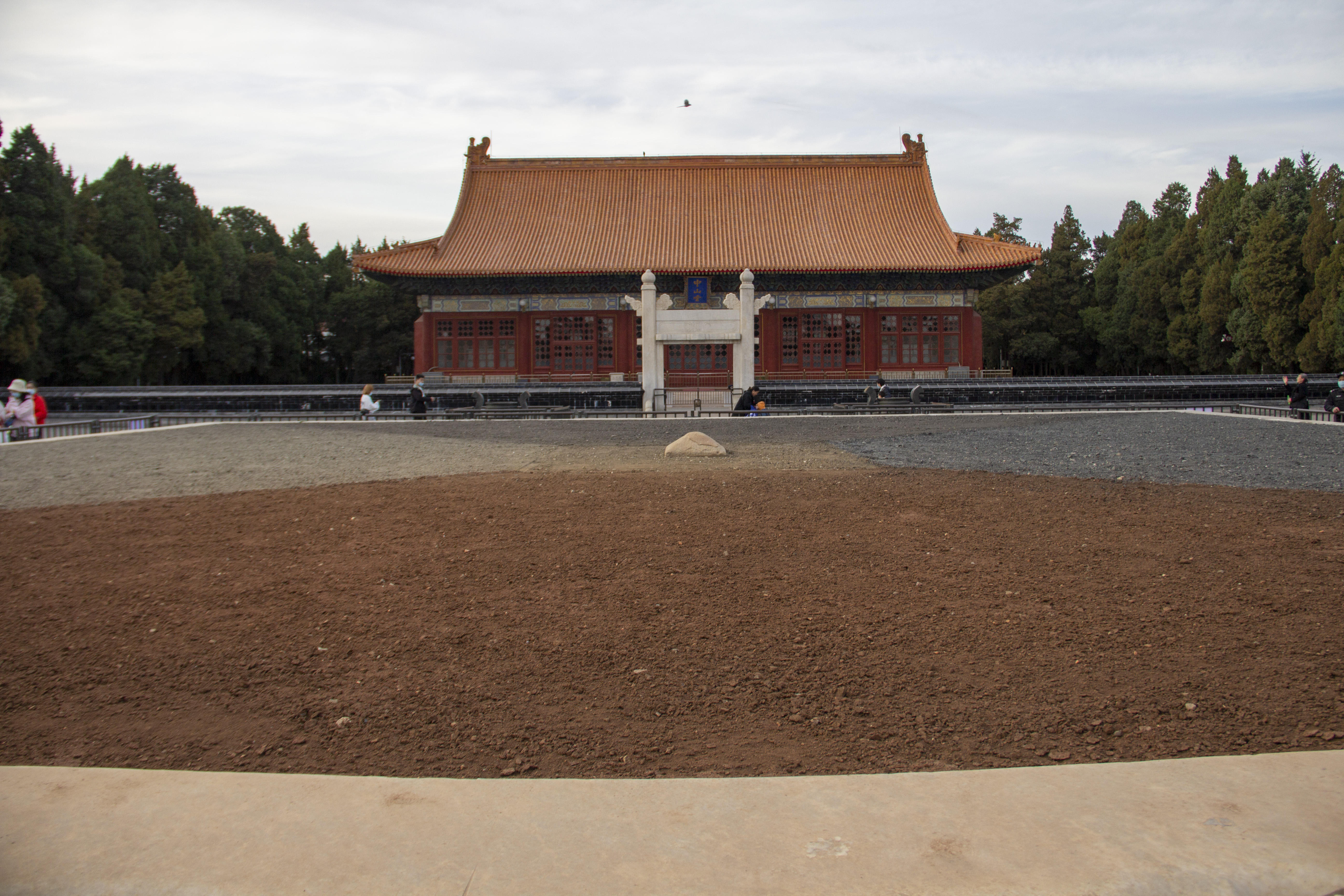
社稷坛

社稷坛是一座三层的方坛，用汉白玉砌成，自下向上逐层收缩。坛的四周砌墙，东西南北各辟一座棂星门。坛面上铺五色土，分别为中黄、东青、南红、西白、北黑，以五行学说中的五色对应五方，象征“普天之下皆为王土”。中央有一土龛，明清时立有代表社神的石柱和代表稷神的木柱各一根，后二者合为一斜顶方石柱，名为“社主石”或“江山石”，象征“江山永固，社稷长存”。
辛亥革命后，社主石被丢弃，仅保留五色土。文化大革命时期，五色土全部改为黄土，种植棉花，文革后恢复原貌。此外，文革期间，公园曾对社稷祭坛四周坛墙及坛内地面进行“修缮”，当时地面采用了水泥地面。文革后，水泥地面均被拆除，更换为传统地面，中山公园方面表示，文革那次修缮无论从形制、观感及效果都影响了原有风貌。

### 拜殿

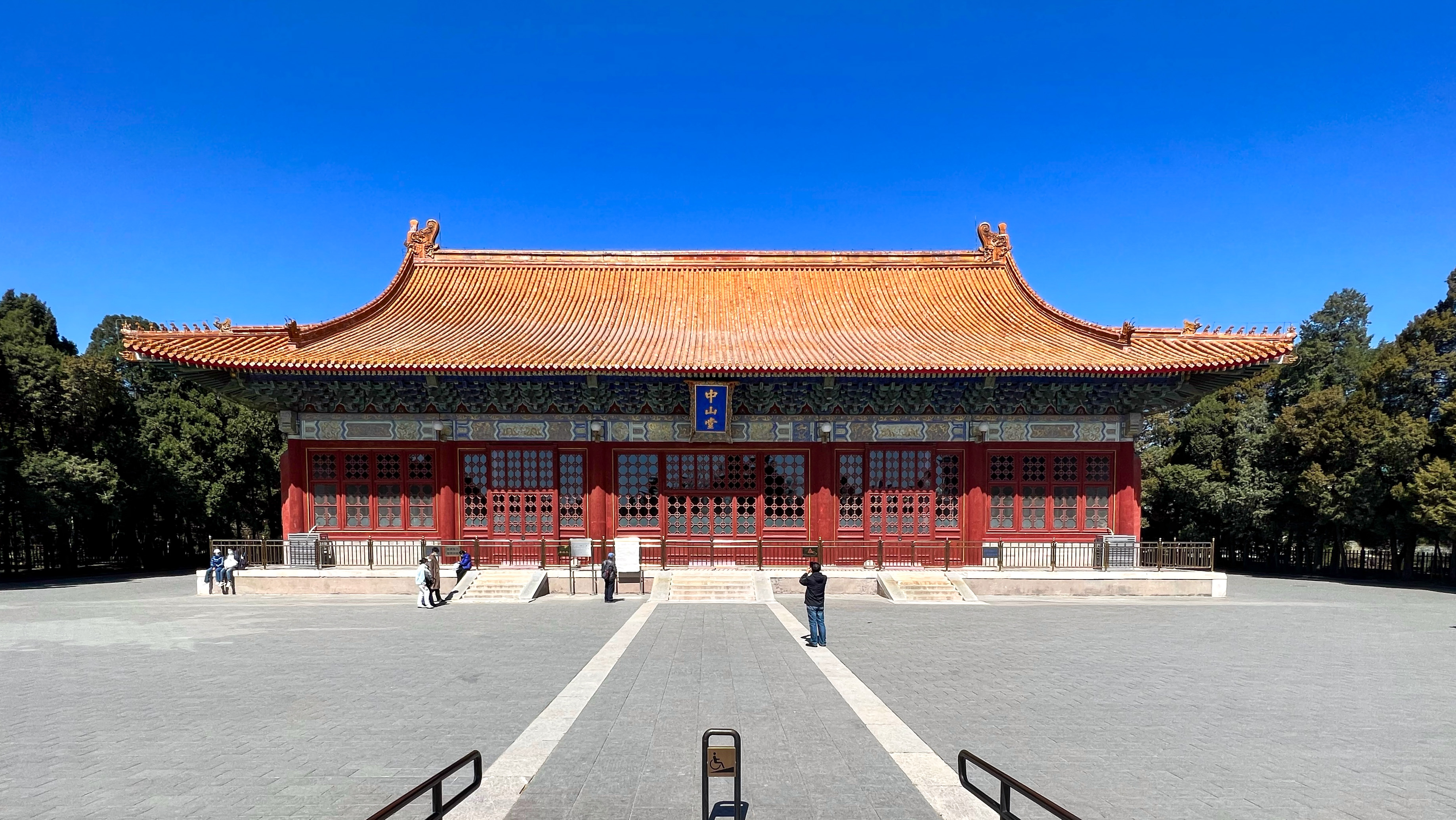
中山堂（拜殿）

拜殿也称祭殿或享殿，位于社稷坛北部。拜殿宽五间、深三间，不作天花吊顶，所有的梁驾结构全部外露，单檐歇山顶式，殿内设供桌，祭祀时遇风雨天，皇帝在拜殿内面南行礼。1925年，孙中山逝世后先停灵于此，后运往碧云寺。为纪念孙中山，1928年更名为“中山堂”。现存的拜殿于1923年重修，民国政府将其作为集会或举办展览的场所。中华人民共和国成立之初，拜殿曾作为全国人民代表大会的会场；现在作为爱国主义教育基地，长期展览《孙中山与北京》专题。

### 戟门

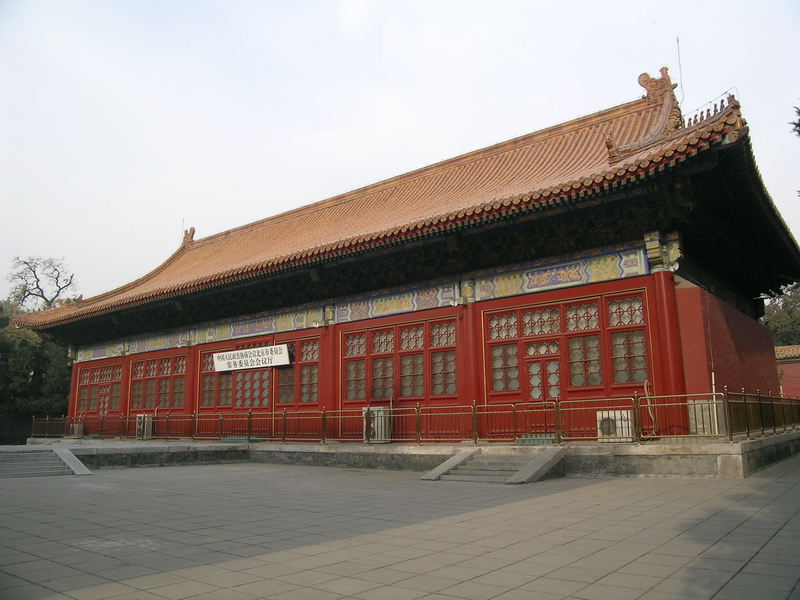
戟门改建而来的殿堂，现为会议厅

戟门位于拜殿以北，宽五间，是社稷坛的正门。原来戟门有三个门洞，各个门洞放置着24支长一丈一的银镦红杆金龙戟，共计72支。1900年时被八国联军劫走。民国后重修戟门为殿堂，改做图书阅览室和藏书库，1917年8月21日正式开馆，中华人民共和国成立后迁出中山公园。1919年，中华民国司法部在图书馆右后方建造琉璃顶西式廊房7间，作为京师第一、第二监狱手工出品陈列处（中山堂西小院），1949年军管会将中山堂、戟门、东小院、西小院交由北京市政协使用和管理。曾作中国人民政治协商会议全国委员会会议室之用，现为中国人民政治协商会议北京市委员会常务委员会会议厅。2023年左右，社稷坛内市政协小院完成腾退拆除。

### 神库、神厨、宰牲亭等
这些建筑在祭祀时用于存放祭器、祭品。

### 引用
1. ↑  . 中国政府网. 1988-01-13. （原始内容存档于2023-10-26）.
2. ↑  . 新华网. 2024-07-27  [2024-07-27]. （原始内容存档于2024-07-28）.
3. ↑  . 中国新闻网. 《北京晚报》. 2012-07-20. （原始内容存档于2024-05-28） （中文）.
4. 1 2  . 新浪. 《新京报》. 2013-12-05. （原始内容存档于2024-05-28） （中文）.
5. 1 2 3  韩凤. . 北京观察. 2023, (11): 72–73. ISSN 1008-1208 –知网.
6. ↑  .   [2025-01-26]. （原始内容存档于2025-02-22）.